# Robin Clark (DJ)

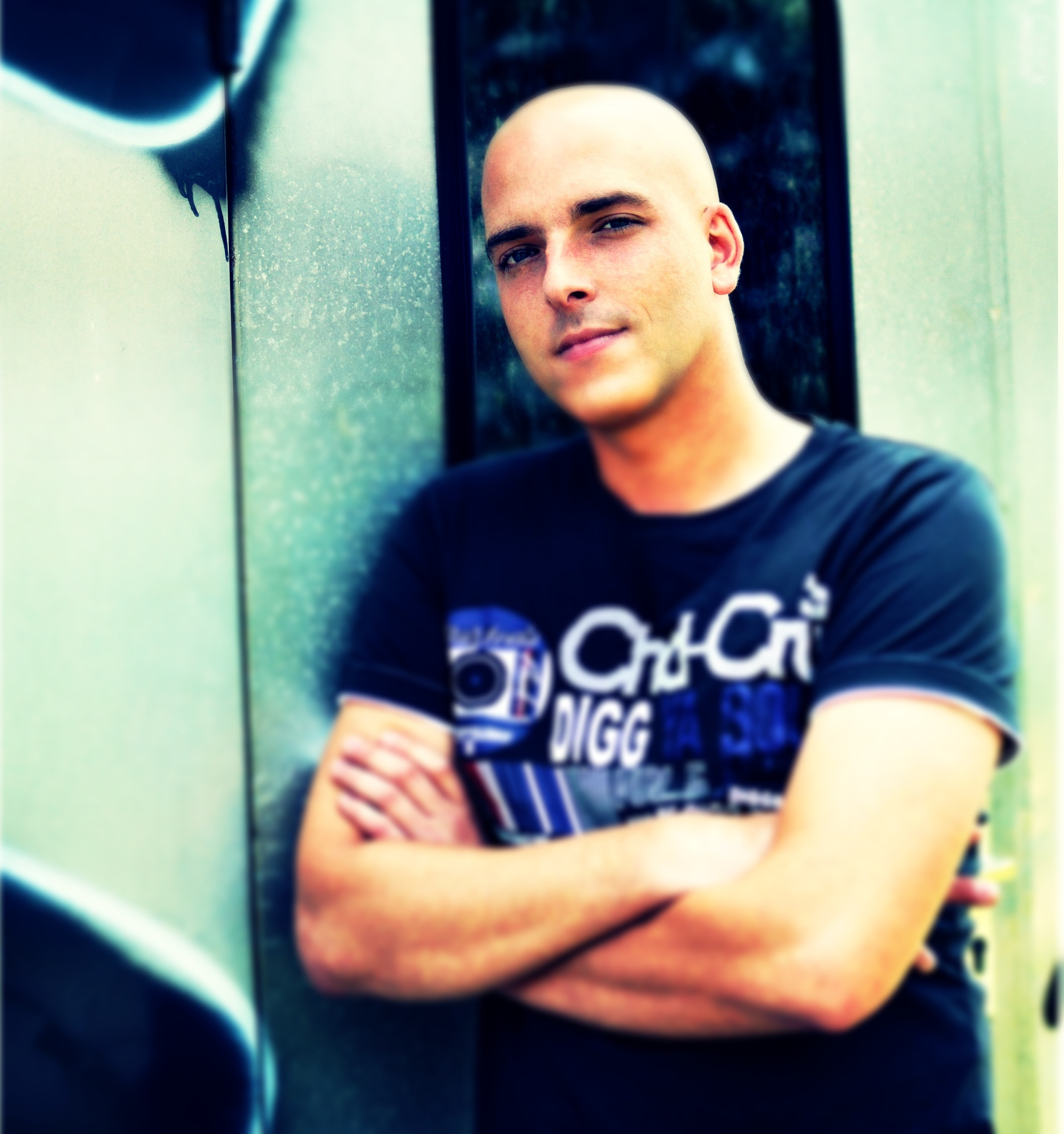
Robin Clark (2014)

Robin Clark (* 6. April 1982 in Oldenburg; eigentlich Tobias Hartmann) ist ein deutscher Hardstyle-DJ und Musikproduzent. Er ist bei Sam Punks Label Steel Records unter Vertrag und trat auch unter den Alias Coakz, Bazzface, John Tox und RC Project auf. Seit neustem produziert Hartmann unter dem Alias AGORIC Songs und Remixe im Electro-House Genre, welche über das Digitallabel XXR MUSIC veröffentlicht werden.
Seit 2019 ist der Inhaber des Labels BLACKBOX DIGITAL.

## Leben
Hartmann spielte schon in seiner Kindheit Schlagzeug und Keyboard. Seine ersten Turntables kaufte er sich 2001 und hatte im Jahr 2002 erste größere Auftritte. Er ist seit 2004 mit seiner wöchentlichen Sendung Hardbeatz fester Bestandteil beim Internetradio Techno4ever.
Hartmann produziert seit 2004 eigene Tracks.  Seine erste Single erschien 2005 unter dem Alias Bazzface. Im Jahr 2006 erschien seine erste Single als Robin Clark. 2007 erschien zusammen mit Sam Punk der Sampler Hardbeatz Vol. 9 auf dem einige Tracks unter Hartmanns anderen Alias zu finden sind. Seit 2010 arbeitet Hartmann als A&R Manager bei Sam Punks neuem Digital-Label Hardbeats Digital Records. Im September 2010 erreichte Hartmann die Top 11 der Defqon.1 Producers Competition.
Hartmann schloss im September 2010 an der Universität Vechta  sein Studium zum Bachelor of Arts Social Work in Humanistic Ressources (BA SA) ab. Seit 2019 ist Robin Clark Labelmanager von BLACKBOX DIGITAL, einem Sublabel von GEARBOX DIGITAL.

## Diskographie

### Singles

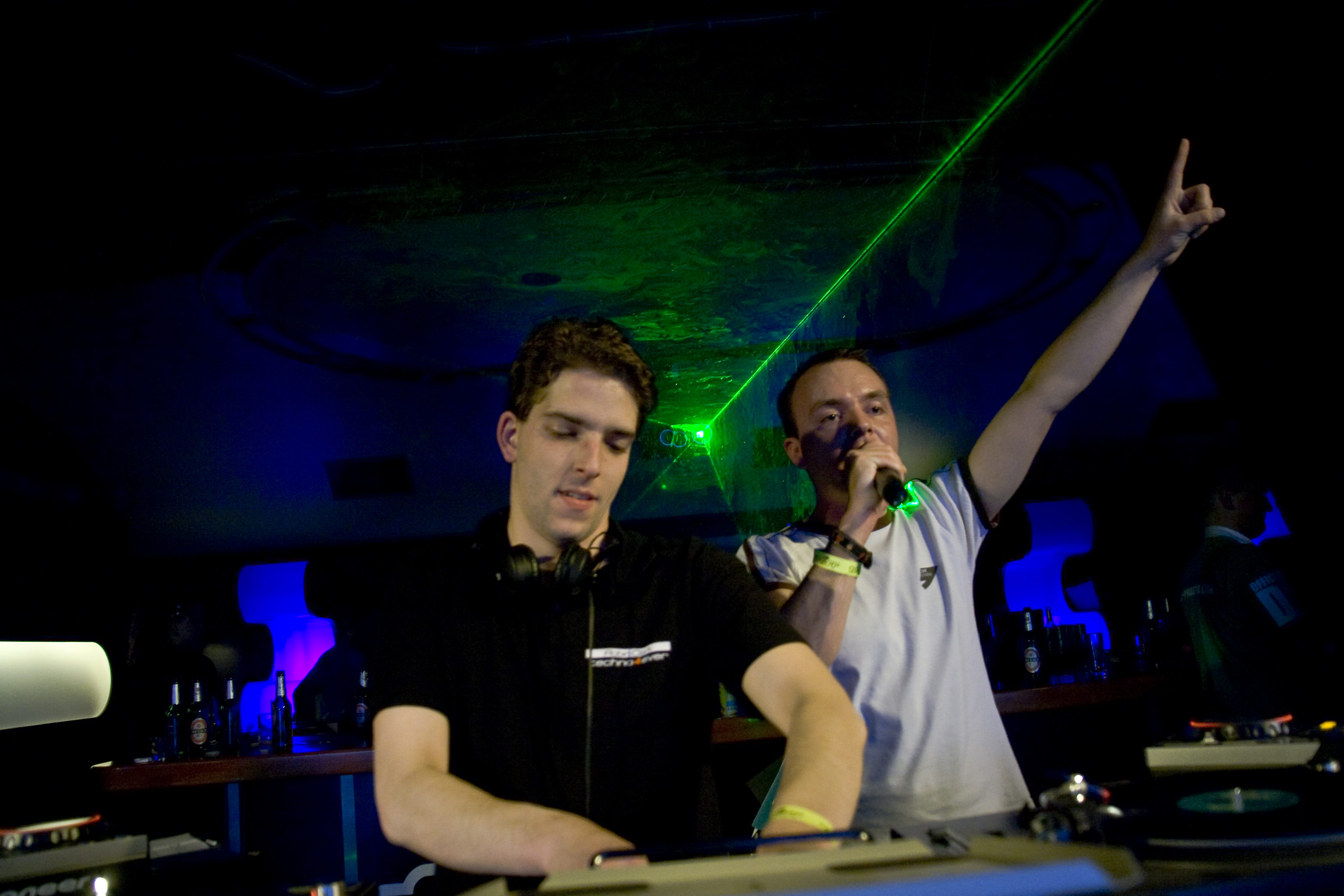
Robin Clark live auf dem Techno4ever.net Birthday Rave 2008

- 2006 Robin Clark – No One Knows (The Phuture)
- 2007 Robin Clark – F.T.T.O.
- 2010 Robin Clark – Next Level EP
- 2010 Robin Clark – Level 2 EP
- 2010 Robin Clark & Sam Punk – I Like / Freeway
- 2010 Robin Clark & Sam Punk – Save Us / CYB
- 2010 Robin Clark – 2 Da Klub
- 2012 Agoric – Go
- 2012 Agoric Ft. Stephey – Without You
- 2012 Agoric – My Feelings
- 2013 Agoric Meets Ben West – WhazzUp?! (Free Release)
- 2013 Agoric – Molicious EP
- 2014 Agoric – Sa-X
- 2021 Robin Clark – Victorious
- 2021 Hunta & Robin Clark – With You
- 2021 Robin Clark – Fade Away
- 2021 Villagerz & Robin Clark – Ride
- 2022 Robin Clark – Calling
- 2022 Alphachoice & Robin Clark – Become Reality
- 2022 Skully & Loudar & Alphachoice feat. Examind & Robin Clark – We Never Fall
- 2023 Examind & Robin Clark – Perfect Storm
- 2024 Examind & Robin Clark - Stay Or Be Alone
- 2024 Examind & Robin Clark - Like A Dream

### Remixe
- 2005 The Lyricalteaser – 2 Hardcore Eyes (Robin Clarks Hardclub Remix)
- 2005 Wheels Of Steel – Chemical Overdose (Robin Clark Remix)
- 2005 Sonic Ti – In My Head (Robin Clark Remix)
- 2006 Sam Punk – Drugstore Cowboy (Robin Clark Remix)
- 2006 Sam Punk – L.S.D. Jesus / El Commandante – El Commandante (Robin Clark Remix)
- 2007 D-Style – Gone (Robin Clark Rmx)
- 2007 Sam Punk And Weichei Pres. Kanakk Attakk – Marijuana (Robin Clarkz Jump Mix)
- 2007 Stylez Meets Tonteufel – Third Strike (Robin Clarkz Bazz Mix)
- 2007 Bazzpitchers – We Are One (Robin Clark Rmx)
- 2008 Doom Jay Chrizz – Lost In Space (Robin Clark Rmx)
- 2009 RobKay & Snooky – Carry On (Wayward Son) (Robin Clark Remix)
- 2010 Sam Punk pres. Ricardo DJ – Badboy  (Robin Clark Remix)
- 2010 Sam Punk pres. Ricardo DJ – Wanna Be On XTC (Robin Clark Remix)
- 2010 Sam Punk pres. The Instructor – Set Me Free (Robin Clark Remix)
- 2010 Sam Punk – Ketamine (Robin Clark Remix)
- 2010 Scoon & Delore Vs. Future Breeze – Temple Of Dreams (Robin Clark Remix)
- 2011 Crucial Value – Convention Of The Harder Style (Robin Clark Remix)
- 2012 Mike Molossa meets Wavepuntcher – Celebrate Your Chance (Robin Clark Remix)
- 2012 Ben West – 4 Electronic Love (Agoric Remix)
- 2012 Ben West – Clubstyle Party (Agoric Remix)
- 2013 E-Partment – U Sure Do (Agoric Remix)
- 2017 Kapkano – Symphony Of Destruction (Robin Clark Remix)

### Alias-Produktionen
- 2005 Bazzface – Move It
- 2007 Sam Punk – Hardbazz is Back (Produced by  Robin Clark aka John Tox)

### DJ-Mixes
- Hardbeatz Vol. 9 (Mixed by Robin Clark vs. Sam Punk & DJ Activator)